# Leif Nilsson (fotbollsspelare)
Leif  Nilsson, mer känd som "Leffe", född 10 juli 1963 är en före detta allsvensk fotbollsspelare som räknas in i Djurgårdens "DIF-hjältar". I sin karriär i Djurgården spelade "Leffe" 211 matcher och gjorde 3 mål. Två gånger var han med om att gå upp i Allsvenskan (1985 och 1987) och en gång fick han spela SM-final (1988).

## Meriter
- SM-final 1988
- Gått upp i Allsvenskan med Djurgården 1985 och 1987
- Svenska Cup-guld 1990

## Klubbar
- Hudiksvalls ABK -
- Djurgårdens IF - 211 matcher
- Vasalunds IF
- Gustavsbergs IF